# Bie Norling

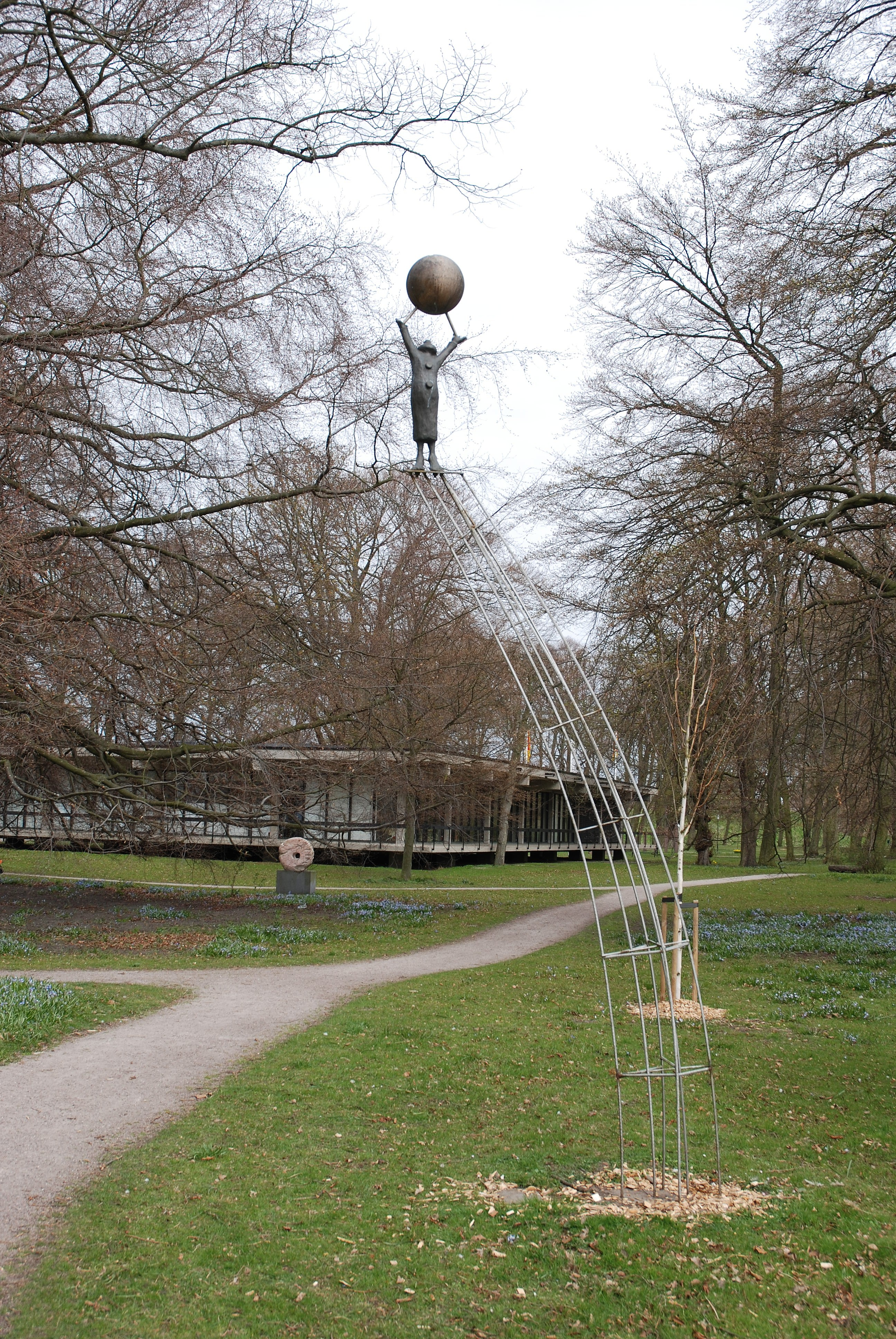
Tankens kraft (deutsch: Gedankenskraft), Skulpturenpark Kaptensgården in Landskrona

Birgitta Margareta (Bie) Norling (* 24. September 1937 in Karlstad, Värmlands län) ist eine schwedische Bildhauerin und Malerin.

## Ausbildung und Leben
Bie Norling wurde 1957–1958 von Sixten Nilsson in Karlstad, 1961–1962 von Gustav Arvid Knöppel und 1977–1978 an der Värmlands Konstskola Kyrkeryd in der Bildhauerei ausgebildet. 
Sie erarbeitet ihre Skulpturen mit verschiedenen Materialien, wie Bronze, Beton, Terrakotta, Marmor und Stahl. In der Malerei bildet der Clown mit seinen großen Händen, Füßen und seinem schlauen Lächeln ihren Schwerpunkt.
Sie lebte in Värmland, Sörmland, Dalarna, Spanien, Glumslöv Skåne und jetzt lebt und arbeitet sie in Helsingborg.

## Werke im öffentlichen Raum
- Lyssnaren, Bronze, Augustenborg in Malmö
- Flicka med paraply (2005), Bronze, Bokvägen 3 in Gemla
- Livet på en pinne (2006), Bronze, Korsörvägen 3 in Malmö
- Förtjusningen, Vellinge
- Clown, Marmor, Cirkusplatsen Pelle Nilsson in Nyköping
- Väktaren, Bronze, Vellinge Polishus
- Tankens kraft. Bronze und lackierter Stahl, Skulpturenpark Kaptensgården der Kunsthalle Landskrona
- Elefantparad, Spielskulptur auf Beton, Kronoparken in Karlstad
- Björnar, Zwei Spielskulpturen auf Beton, Karlslundsparken in Landskrona sowie in Klagshamn